# Arthur Constantin Krebs
Arthur Constantin Krebs (Vesoul , 16 de novembro de 1850 – Quimperlé, 22 de março de 1935) foi um militar e engenheiro francês.

## Biografia
Em 1870 engajou-se no Exército, tornando-se capitão em 1880. Em 1881 casou-se com Marie de Fréminville, com a qual teve oito filhos. Em 1884, no dirigível La France, realizou com Charles Renard o primeiro vôo em circuito fechado numa aeronave motorizada.
Em 1888 ele participou da invenção do barco elétrico submarino Gymnote, considerado o primeiro submarino moderno, que ele logo tratou de equipar com um periscópio e um giroscópio elétrico.
Inspirou Jules Verne.

## Ligação externa
- Arthur Constantin KREBS: Main article on Wikiversity
- Site consacré à Arthur Krebs